# Чубурчакёль
Чубурчакёль — озеро в России, в Дагестане. Площадь поверхности — 0,5 км², по другим данным — 0,16 км².

## Информация об объекте
Расположено на востоке Буйнакского района, часть территории находится на юге Кумторкалинского района. Рядом расположено озеро Аккёль и село Такалай. Находится в долине реки Шураозень
Является одним из мест туризма в Дагестане.